# Thônex
Thônex ist eine politische Gemeinde des Kantons Genf in der Schweiz.

## Geographie
Thônex befindet sich südöstlich von Genf an der französischen Grenze, die hier vom Fluss Foron gebildet wird. Die A411, ein Ast der französischen Autobahn A40 unter anderem von Aix-les-Bains (A41), endet in Thônex.
Die Nachbargemeinden sind Puplinge, Choulex, Vandœuvres, Chêne-Bourg, Chêne-Bougeries, Veyrier (alle Schweiz) sowie Ambilly und Gaillard in Frankreich.

## Geschichte
Die erste urkundliche Erwähnung von Thônex datiert aus dem Jahre 1225 als Tonnay. 1816 kam Thônex durch den Vertrag von Turin vom Königreich Sardinien nach Genf.
In den Jahren des Zweiten Weltkriegs war Abbé Abraham Descloux in Thônex als Priester tätig. Er beherbergte Flüchtlinge und Kämpfer der Résistance aus dem deutsch besetzten Frankreich und organisierte die Beschaffung falscher Schweizer Ausweispapiere für die Netzwerke der Résistance im benachbarten Savoyen.

## Wirtschaft
Thônex ist der Sitz der Uhrenfabrik Rolex und der Farbstiftfabrik Caran d’Ache, beides weltbekannte Schweizer Marken.

## Politik

### Legislative – Gemeinderat
- Alternative (SP-Grüne): 8
- Mitte-GLP: 11
- FDP: 7
- SVP: 3

Die gesetzgeberische Gewalt wird durch den Munizipalrat (Conseil municipal) wahrgenommen. Er zählt 29 Sitze und wird alle fünf Jahre direkt vom Volk im Proporzwahlverfahren mit einer 7-Prozent-Hürde gewählt. Der Munizipalrat bestimmt das Stadtbudget und stimmt über Vorlagen der Stadtregierung (Conseil administratif) ab. Ausserdem kann er selber Vorstösse lancieren. Die oben stehende Grafik zeigt die Sitzverteilung nach den letzten Gemeindewahlen vom März 2025.

## Städtepartnerschaft
Seit 1972 pflegt Thônex mit dem französischen Graveson (Département Bouches-du-Rhône) eine Städtepartnerschaft. Seit 1973 finden regelmässig Austausche verschiedener Art zwischen den beiden Gemeinden statt.

## Bevölkerung
| Bevölkerungsentwicklung | Bevölkerungsentwicklung | Bevölkerungsentwicklung | Bevölkerungsentwicklung | Bevölkerungsentwicklung | Bevölkerungsentwicklung | Bevölkerungsentwicklung | Bevölkerungsentwicklung | Bevölkerungsentwicklung | Bevölkerungsentwicklung | Bevölkerungsentwicklung | Bevölkerungsentwicklung | Bevölkerungsentwicklung | Bevölkerungsentwicklung |
| ----------------------- | ----------------------- | ----------------------- | ----------------------- | ----------------------- | ----------------------- | ----------------------- | ----------------------- | ----------------------- | ----------------------- | ----------------------- | ----------------------- | ----------------------- | ----------------------- |
| Jahr                    | 1443                    | 1550                    | 1698                    | 1768                    | 1801                    | 1870                    | 1900                    | 1950                    | 2000                    | 2010                    | 2012                    | 2014                    | 2017                    |
| Einwohner               | 180                     | 80                      | 110                     | 230                     | 700                     | 532                     | 1051                    | 1953                    | 12'141                  | 13'564                  | 13'587                  | 13'971                  | 14'064                  |

## Persönlichkeiten
- Jules Perréard (1862–1930), Unternehmer und Politiker
- Nadège Lacroix (* 1986 in Thônex), Schauspielerin
- Werner Helwig († 1985 in Thônex), Schriftsteller